# Liste der Biografien/Hele
Liste der Biografien |
Portal Biografien |
Personensuche
# |
A |
B |
C |
D |
E |
F |
G |
H |
I |
J |
K |
L |
M |
N |
O |
P |
Q |
R |
S |
T |
U |
V |
W |
X |
Y |
Z |
?
 
Ha |
Hd |
He |
Hi |
Hj |
Hk |
Hl |
Hm |
Hn |
Ho |
Hr |
Hs |
Ht |
Hu |
Hv |
Hw |
Hy
 
Hea |
Heb |
Hec |
Hed |
Hee |
Hef |
Heg |
Heh |
Hei |
Hej |
Hek |
Hel |
Hem |
Hen |
Heo |
Hep |
Heq |
Her |
Hes |
Het |
Heu |
Hev |
Hew |
Hex |
Hey |
Hez
 
Hela |
Helb |
Helc |
Held |
Hele |
Helf |
Helg |
Heli |
Helj |
Helk |
Hell |
Helm |
Heln |
Helo |
Help |
Helr |
Hels |
Helt |
Helu |
Helv |
Helw |
Hely |
Helz
Die Liste der Biografien führt alle Personen auf, die in der deutschsprachigen Wikipedia einen Artikel haben. Dieses ist eine Teilliste mit 56 Einträgen von Personen, deren Namen mit den Buchstaben „Hele“ beginnt.

## Hele
- Hele-Shaw, Henry Selby (1854–1941), britischer Ingenieur und Wissenschaftler

### Heleb
- Helebrandt, Máté (* 1989), ungarischer Leichtathlet

### Helei
- Hélein, Frédéric (* 1963), französischer Mathematiker

### Helen
- Helen (* 1939), indische Schauspielerin und ehemalige Tänzerin in Bollywoodfilmen
- Helen ferch Llywelyn († 1253), cambro-normannische Adlige
- Helén, Gunnar (1918–2002), schwedischer Politiker (Folkpartiet), Mitglied des Riksdag
- Helena, böhmische Prinzessin
- Helena, Mutter des römischen Kaisers Konstantin I.Helena

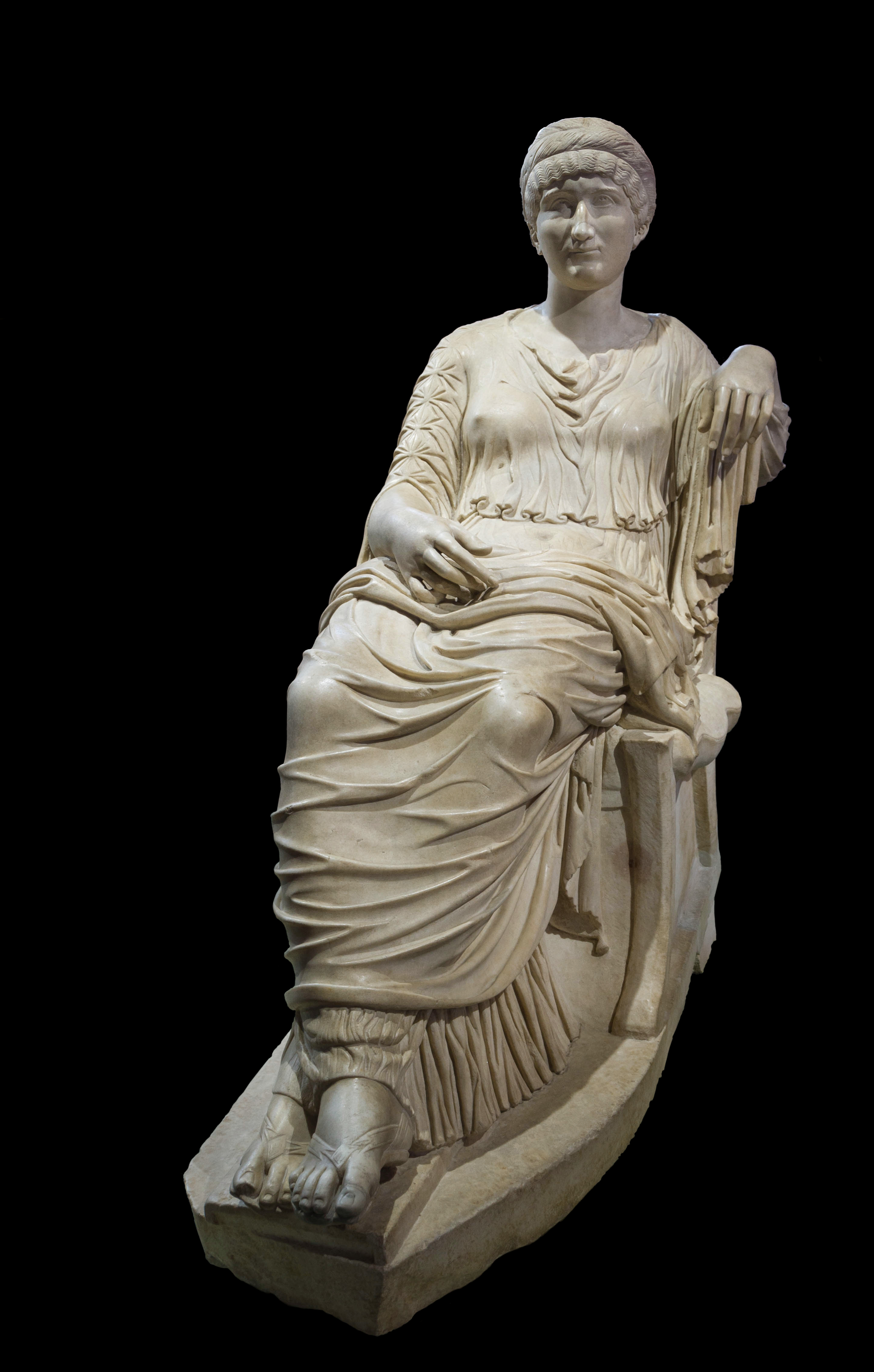
Helena

- Helena († 360), Tochter Konstantins des Großen und Frau des Kaisers Julian
- Helena (* 2002), belgische Singer-Songwriterin
- Helena Angelina Dukaina († 1271), Königin von Sizilien
- Helena Antonia (1550–1595), belgische bärtige Hofzwergin
- Helena Dragaš († 1450), byzantinische Kaiserin und Frau von Manuel II.
- Helena Kantakuzene († 1397), byzantinische Kaiserin, Ehefrau von Johannes V.
- Helena Sverkersdotter, schwedische Prinzessin
- Helena von Dänemark († 1233), Erbin von Garding und durch Heirat Herzogin von Lüneburg
- Helena von Großbritannien und Irland (1846–1923), britische Adlige, Tochter von Königin Victoria von Großbritannien
- Helena von Hohenzollern (1462–1514), Klosterstifterin, Gräfin von Waldburg
- Helena von Moskau (1476–1513), Großfürstin von Litauen und Titularkönigin von Polen
- Helena von Österreich (1543–1574), Erzherzogin von Österreich, Mitbegründerin des Damenstifts in Hall in Tirol
- Helena von Pfalz-Simmern (1532–1579), Gräfin von Hanau-Münzenberg
- Helena von Schleswig-Holstein-Sonderburg-Glücksburg (1888–1962), deutsche Prinzessin und durch Heirat Angehörige der dänischen Königsfamilie
- Helena von Serbien (1109–1146), Königin von Ungarn
- Héléna, André (1919–1972), französischer Kriminalschriftsteller
- Helena, Jolenta (1235–1298), Familienmitglied der Piasten
- Helene, Malerin der Antike
- Helene (1857–1936), russisch-deutsche Adelige
- Hélène d’Orléans (1871–1951), Prinzessin von Frankreich, Herzogin von Aosta
- Helene in Bayern (1834–1890), deutsche Adelige, Tochter von Herzog Max Joseph in BayernHelene in Bayern (1834–1890)

Helene in Bayern (1834–1890)

- Helene von Beichlingen (1360–1393), Tochter von Burggraf Meinher V. von Meißen und der Gräfin Sophie von Schwarzburg
- Helene von der Pfalz (1493–1524), Herzogin von Pommern
- Helene von Nassau (1831–1888), Prinzessin von Nassau, durch Heirat Fürstin zu Waldeck und Pyrmont
- Helene von Österreich (1903–1924), österreichische Adelige, Erzherzogin von Österreich
- Helene von Weimar-Orlamünde, Äbtissin des Klosters Hof (1435–1465)
- Helene von Württemberg († 1506), Gräfin von Hohenlohe
- Helene zu Mecklenburg (1814–1858), deutsche Prinzessin und durch Heirat Herzogin von Orléans und Chartres
- Helene zu Waldeck und Pyrmont (1861–1922), deutsche Prinzessin und durch Heirat ein Mitglied der britischen Königsfamilie
- Helenius Priscus, Marcus, römischer Offizier (Kaiserzeit)
- Helenius, Ari (* 1944), finnischer Biochemiker
- Helenius, Harry (1946–2019), finnischer Diplomat
- Helenius, Juhani (* 1949), finnischer Radrennfahrer
- Helenius, Kai (* 1931), finnischer Diplomat
- Helenius, Nicklas (* 1991), dänischer Fußballspieler
- Helenius, Pirkko (* 1951), finnische Leichtathletin
- Helenius, Riku (* 1988), finnischer Eishockeytorwart
- Helenius, Robert (* 1984), finnischer BoxerRobert Helenius (* 1984)

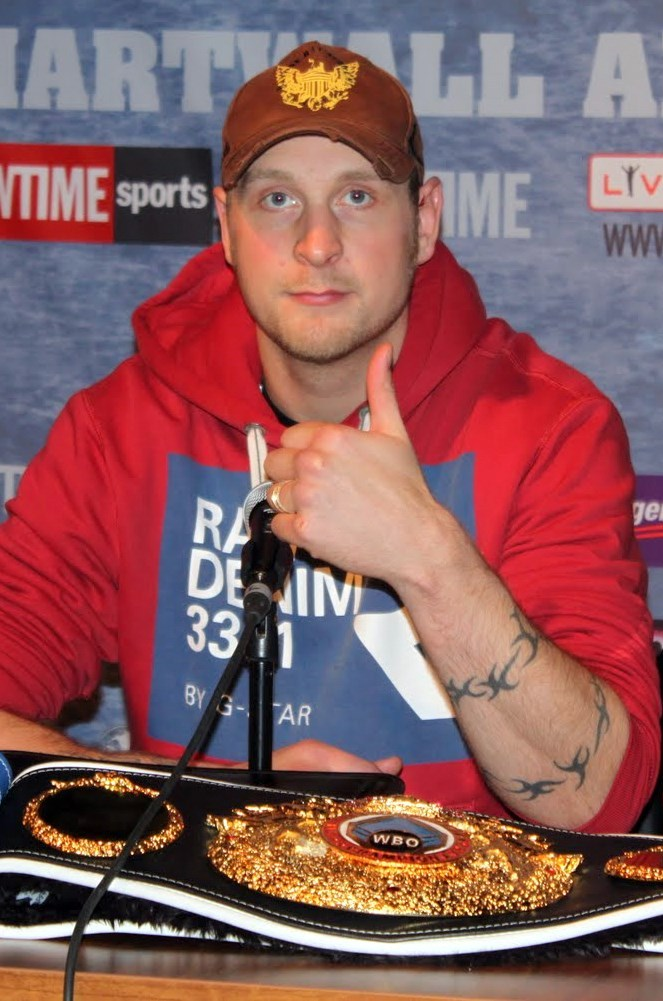
Robert Helenius (* 1984)

- Helenius, Sami (* 1974), finnischer Eishockeyspieler und -trainer
- Heleno Ribeiro Pereira, Augusto (* 1947), brasilianischer General und Politiker
- Heleno, Thiago (* 1988), brasilianischer Fußballspieler
- Helenos, griechischer Stratege
- Helenus, spätantiker römischer Goldschmied

### Heler
- Helerius, asketischer Einsiedler

### Helet
- Heleta, Uasilaʻa (* 1987), amerikanisch-samoanischer Fußballnationalspieler
- Heletej, Walerij (* 1967), ukrainischer Offizier und Politiker

### Helew
- Helewegh, Hermann, deutsch-baltischer Schriftsteller, Ratsschreiber und Chronist

### Helez
- Helez, Zukan (* 1964), bosnischer Politiker